# Dakotasaurus
Dakotasaurus (лат.) — ихнород травоядных орнитоподовых динозавров из мела Северной Америки. Типовой и единственный ихновид Dakotasaurus browni назван и описан Branson и Mehl в 1932 году. Родовое имя дано по названию формации Dakota, где был обнаружен след.

## История исследования
Голотип UM 594 VP, представляющий собой небольшой чёткий след, возможно, правой задней лапы, обнаружен в формации Dakota датированной альбом — сеноманом (около 112—94 млн лет назад), округ Фримонт, штат Вайоминг, США.

## Описание
Стопа маленькая, трёхпалая; пальцы короткие и широкие, не ветвятся; пятка сравнительно длинная. Размер шага неизвестен, поскольку отсутствует дорожка следов.
Длина следа 37 мм, ширина 29 мм.